# Diocese de Rubiataba-Mozarlândia

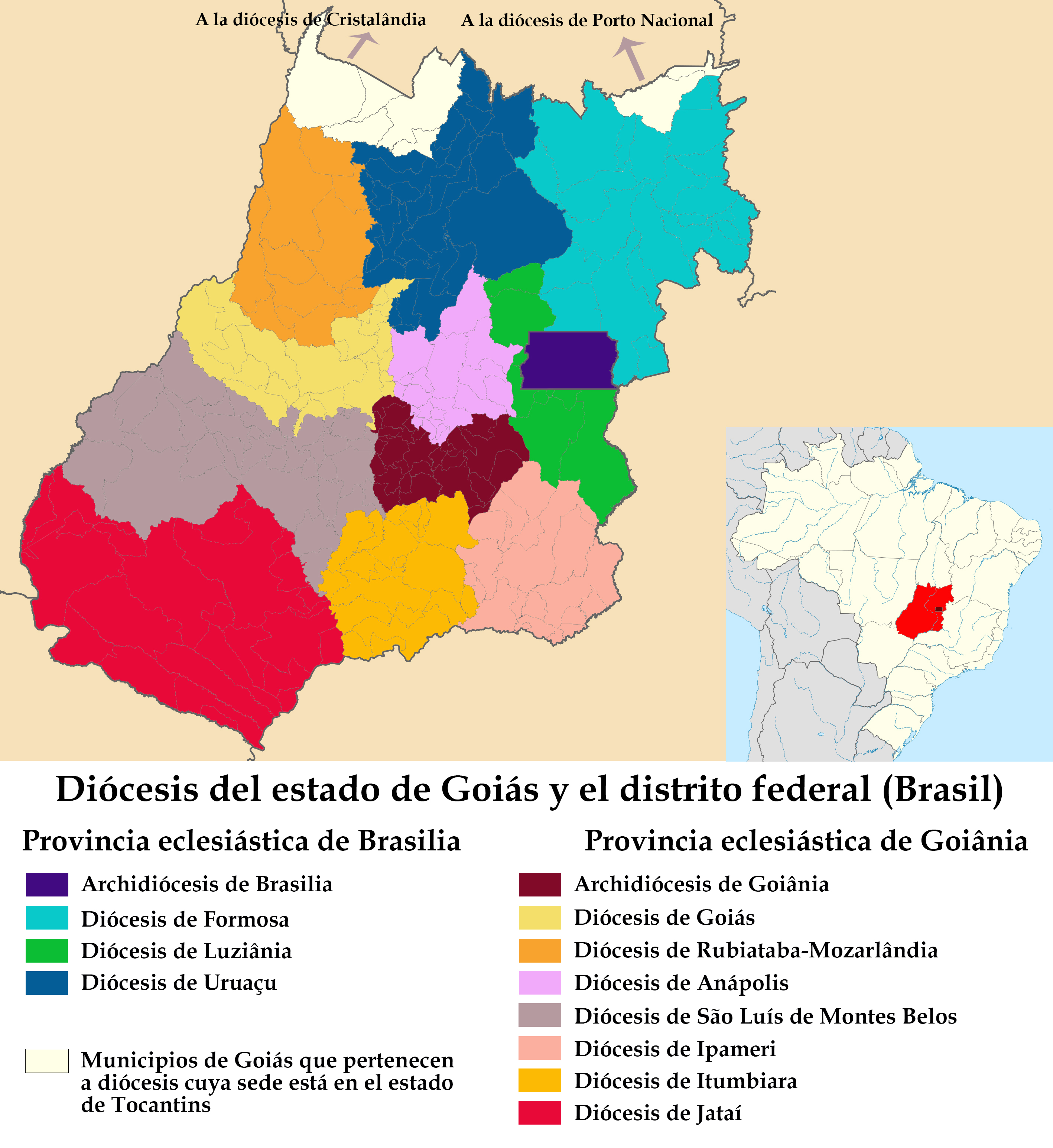
Províncias eclesiásticas da regional CNBB Centro-Oeste.

A Diocese de Rubiataba-Mozarlândia (Dioecesis Rubiatabensis-Mozarlandensis) é uma circunscrição eclesiástica da Igreja Católica Apostólica Romana no Brasil, pertencente à província eclesiástica de Goiânia.
Sua Catedral de Nossa Senhora da Glória se encontra no município de Rubiataba e sua Concatedral de Nossa Senhora do Perpétuo Socorro no município de Mozarlândia.
Limita-se com a Diocese de Uruaçu, a Diocese de Goiás, a Diocese de Barra do Garças e com a Diocese de Cristalândia. Sua população é de 97 mil habitantes batizados numa área de 26.697 km².

## História
Foi criada em 11 de outubro de 1966 como Prelazia Territorial de Rubiataba, a partir da diocese de Goiás e diocese de Uruaçu, sendo renomeada em 18 de abril de 1979 como Prelatura Territorial de Rubiataba-Mozarlândia e posteriormente promovida a diocese de Rubiataba-Mozarlândia em 16 de outubro de 1979.

## Administração
|        | Nome                             | Período   | Notas                             |
| Bispos | Bispos                           | Bispos    | Bispos                            |
| ------ | -------------------------------- | --------- | --------------------------------- |
| 4º     | Francisco Agamenilton Damascena  | 2020-2025 | Nomeado bispo de Luziânia         |
| 3º     | Adair José Guimarães             | 2008-2019 | Nomeado bispo de Formosa          |
| 2º     | José Carlos de Oliveira, C.Ss.R. | 1979-2008 |                                   |
| 1º     | Juvenal Roriz, C.Ss.R.           | 1966-1978 | Nomeado arcebispo de Juiz de Fora |

## Municípios
- Araguapaz
- Aruanã
- Crixás
- Faina
- Matrinchã
- Morro Agudo de Goiás
- Mozarlândia (Sede)
- Mundo Novo
- Nova América
- Nova Crixás
- Rubiataba (Sede)
- Uirapuru